# Willie Cools

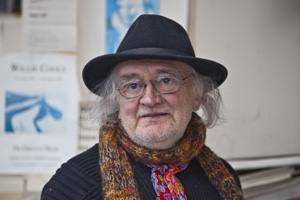
Willie Cools

Willie Cools (Duffel, 10 juli 1931 – aldaar, 4 juli 2011) was een Belgisch kunstschilder en graficus die in de tweede helft van de twintigste eeuw actief was. Hij kan tot de neo-expressionisten worden gerekend. Werken van Cools bevinden zich in veel privécollecties, vooral in België en Frankrijk. Ook de gemeente Duffel bezit meerdere van zijn werken.

## Biografie
Cools werd op 10 juli 1931 te Duffel geboren. Hij studeerde voor onderwijzer en heeft tot zijn pensionering als onderwijzer gewerkt. Daarnaast studeerde hij tekenen en schilderen aan de academies van Antwerpen, Berchem en Lier. Naast zijn werk als onderwijzer heeft hij ook tot 1988 les gegeven aan de academie van Lier. In 1958 trouwde hij met Gaby Segers (+ 1999). Hij woonde en werkte in Duffel en was lid van de kunstkringen: De Pelicaen (Duffel) en Hnita (Heist op den Berg).

### Willie Cools als kunstschilder
Na zijn opleiding schilderde Cools impressionistische landschappen en stillevens zoals hij dit geleerd had van Oscar Van Rompay (1899-1997). Door de jaren heen evolueerde zijn stijl tot neo-expressionistische schilderijen en grafiek. Zijn schilderijen zijn een explosie van kleuren en wervelende figuren. Meestal worden zij op grote bladen papier (100 × 150 cm) geschilderd. Meermaals combineerde Cools deze tot grote monumentale schilderijen.
Hij gebruikte vooral vrouwelijke figuren die sterk gestileerd werden en die meestal in transparante lagen boven elkaar liggen. Uit zijn figuren, die uitbundig en wervelend opgebouwd worden tot een complex geheel van lijnen en vormen en expressieve kleuren, spreekt zijn passie voor de vrouw, bron van het leven.
Het werk van Cools is sterk symbolisch en sluit aan bij het werk van tijdgenoten uit de Cobra-beweging.

### Willie Cools als graficus
Cools zegt over zijn werk: "Alleen de lijn is bepalend". Hij houdt van de lijnen die de figuren afbakenen. De lijn wordt diep, met vaste hand in de koperen of zinken plaat gekrast: de zogenaamde droge naald-techniek. De braam die ontstaat geeft een extra spanning in de lijnen van het afgedrukte werk maar bij de droge naald verdwijnen de lijnen al na enkele afdrukken waardoor Willie continu zijn etsen bijtekent tijdens het drukken. Hierdoor ontstaan reeksen van telkens unieke etsen.
Etsen is voor Cools fundamenteel. Het is een oefening in beheersing. In tegenstelling tot zijn schilderwerk waar de vlugge, spontane, bijna explosieve ontlading voorop staat. Het sobere zwart/wit van de ets staat lijnrecht tegenover het ongetemde kleurgebruik van zijn schilderijen.
De laatste jaren van zijn leven legde Cools zich meer toe op grafiek, vooral etsen. Meestal vrij grote werken (80 cm hoog) met een complex lijnenspel.

## Uitgaven over Willie Cools
- 1996 Vrouwen, map: met prozatekst en gedicht van Guy van Hoof, Uitgever: De Groote Beer (originele kunstwerken van Willy Cools: een ets en 2 zeefdrukken)
- 2002 Willie Cools, schilderijen van Willie Cools en tekst van Guy Van Hoof, vzw De gebeten hond
- 2005 De grafische kunst in Vlaanderen, Jean-Paul Van Der Poorten en Patrick Vandevelde, 2005, i.s.m. het provinciebestuur van Oost- en West-Vlaanderen
- 2006 Willie Cools Kleur-rijk, schilderijen en gedichten van Willie Cools ISBN 978-90-7676877-9 Hapax, Den Haag
- 2011 Een veld van verwilderde rozen, een hommage aan kunstschilder en graficus Willie Cools, samensteller: Hannie Rouweler, ISBN 978-1-4478-1717-8, Demer Uitgeverij
- 2011 Illuminated from within, poems and art, Editors: Hannie Rouweler & Roger Nupie. Demer Press